# Peter Hussing
Peter Hussing (* 15. Mai 1948 in Kirchen (Sieg), Rheinland-Pfalz; † 8. September 2012 in Siegen, Nordrhein-Westfalen) war ein deutscher Boxer.

## Leben

### Karriere als Boxer
Hussing begann im Alter von 14 Jahren mit dem Boxen beim ABC Siegerland in Siegen, wechselte 1971 zu Ringfrei Mülheim und 1979 zu Bayer 04 Leverkusen. Er wurde bei den Erwachsenen 16-facher Deutscher Meister (1969–1978 im Schwergewicht, 1979–1983 und 1985 im Superschwergewicht), sowie mit Mühlheim und Leverkusen 5-facher Deutscher Mannschaftsmeister.
Er konnte im Laufe seiner Karriere an drei Olympischen Spielen teilnehmen; 1972 in München gewann er nach einer Halbfinalniederlage gegen Teófilo Stevenson eine Bronzemedaille im Schwergewicht, während er 1976 in Montreal im Viertelfinale des Schwergewichts gegen John Tate und 1984 in Los Angeles im Viertelfinale der Superschwergewichtsklasse mit 2:3 gegen Aziz Salihu ausgeschieden war. Die Olympischen Spiele 1980 in Moskau waren vom Nationalen Olympischen Komitee für Deutschland boykottiert worden.
Bei der Europameisterschaft 1969 in Bukarest verlor er im Halbfinale gegen Ion Alexe und schied daher mit einer Bronzemedaille im Schwergewicht aus. 1971 in Madrid und 1973 in Belgrad wurde er dann jeweils Vize-Europameister im Schwergewicht, nachdem er erst in den Finalkämpfen gegen Wladimir Tschernyschow bzw. Wiktor Uljanitsch unterlegen war. Er startete dann auch bei der ersten Weltmeisterschaft 1974 in Havanna, wo er im Viertelfinale gegen Teófilo Stevenson ausschied.
Nach einer Niederlage gegen Andrzej Biegalski im Viertelfinale der EM 1975 in Katowice und einem Ausscheiden gegen Jürgen Fanghänel im Achtelfinale der WM 1978 in Belgrad, erzielte er mit dem Gewinn des Europameistertitels 1979 in Köln einen seiner größten Erfolge, nachdem er sich im Superschwergewicht jeweils gegen Petar Stoimenow, Jürgen Fanghänel und Ferenc Somodi durchgesetzt hatte. Bei der Weltmeisterschaft 1982 in München gewann er mit Siegen gegen Anders Eklund und Willie deWit, sowie einer Niederlage im Halbfinale gegen Tyrell Biggs eine Bronzemedaille im Superschwergewicht.
Am 27. Dezember 1985 bestritt er seinen letzten von insgesamt 439 Kämpfen, ehe er aufgrund der Altersbeschränkung des Deutschen Boxsport-Verbands seine Karriere im Alter von 37 Jahren beenden musste. Einen Wechsel in das Profilager vollzog er nie.

### Außerhalb des Sports

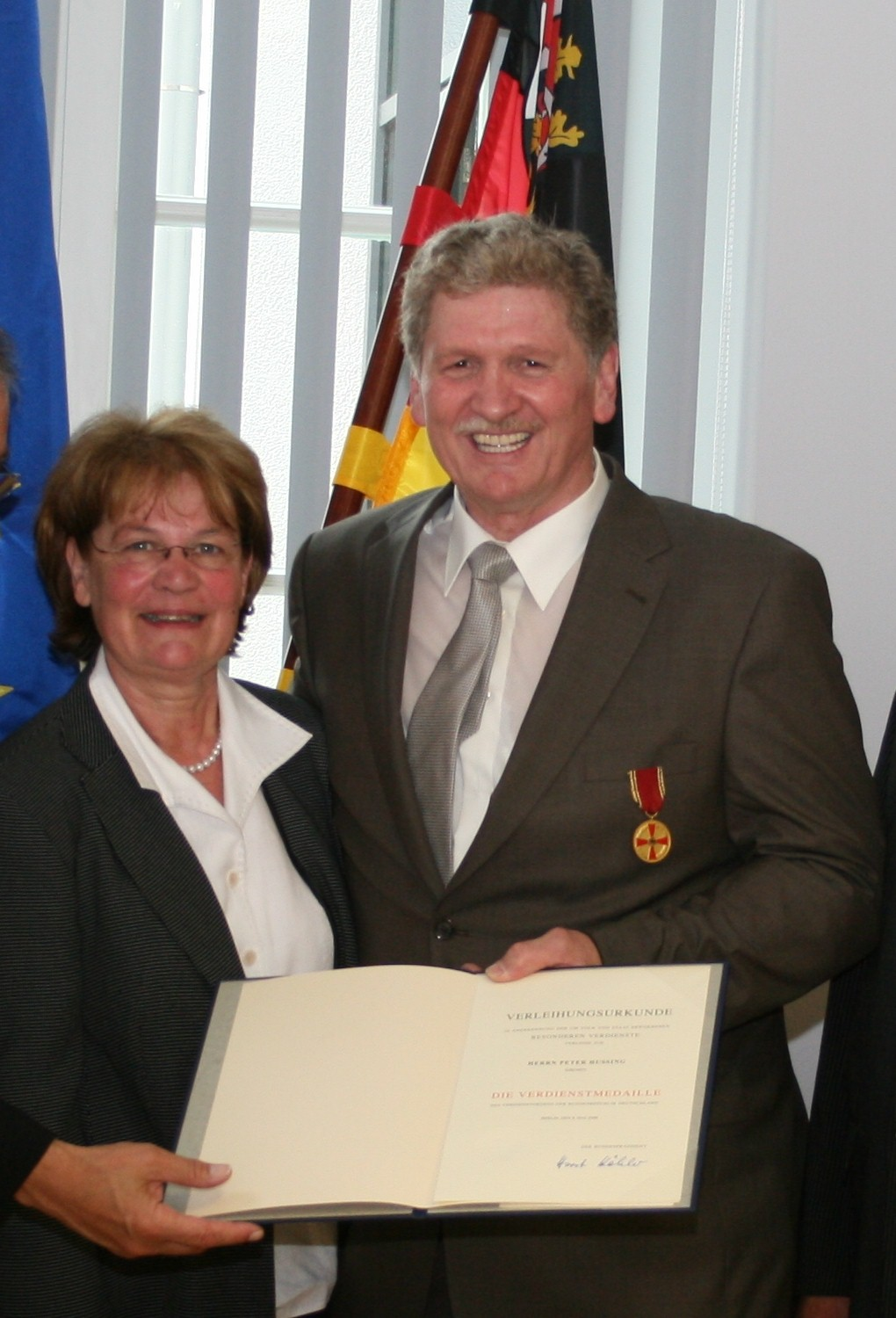
Peter Hussing bei der Verleihung des Bundesverdienstkreuzes in Mainz (2008)

Hussing war als Maurer tätig und seit 1971 verheiratet. Er absolvierte die Fachoberschule und studierte von 1974 bis 1980 Architektur an der Universität Siegen. Nach sechsjähriger Selbstständigkeit arbeitete er ab 1986 als Bauleiter bei der Viterra AG.
Ab dem 29. September 2008 war Hussing Ortsbürgermeister seiner Heimatgemeinde. Er war sozial sehr engagiert und nahm an Benefizeinsätzen und Radtouren zugunsten krebskranker Kinder teil („Tour der Hoffnung“, „Tour Ginkgo“).
Wegen seines Engagements für krebskranke Kinder und in Würdigung seiner Boxsportkarriere wurde Peter Hussing am 11. Juli 2008 in Mainz das Bundesverdienstkreuz verliehen.
Am 8. September 2012 erlag Hussing im Alter von 64 Jahren in einem Krankenhaus in Siegen einem Krebsleiden.